# Борец Смирнова
Боре́ц Смирнова (лат. Aconitum smirnovii) — многолетнее травянистое растение, вид рода Борец (Aconitum) семейства Лютиковые (Ranunculaceae).

## Распространение и экология
Ареал вида охватывает Восточную Сибирь и Монголию. Описан из бассейна реки Онон.
Произрастает на гольцах, в зоне одиночных лиственниц и кедров на заболоченных участках.

## Ботаническое описание
Клубни обыкновенно в числе двух, конусовидные, длиной 2—3,5 с, шириной до 1,5 см. Стебель прямой, неветвящийся, высотой 25—45 см, почти голый.
Нижние стеблевые листья на черешках длиной 5 — 8 см, ко времени цветения обыкновенно отмирают; верхние на более коротких черешках, сближены. Листья округлые, голые, длиной 5—6 см, шириной б—9 см, глубоко до основания рассечены на пять—семь клиновидных сегментов, последние разделены на доли первого порядка, несущие ланцетовидные или линейные доли второго порядка.
Соцветие — короткая, длиной 3—7 см, плотная кисть; цветки средней величины, тёмно-фиолетовые. Шлем ладьевидный, высотой 1—2 см, длиной 1,5—2 см, шириной на уровне носика до 1,5 см; боковые доли околоцветника слабо неравнобокие, длиной и шириной 1,2—2 см, снаружи и внутри голые, слабо ресничатые; нижние доли — длиной до 1,5 см и шириной, соответственно, 2—3 и 0,5—0,7 см. Нектарники изогнутые; шпорец, головчатый, в поперечнике 1—1,5 мм, с слабо вздутой пластинкой шириной 2,5—3 мм.

## Таксономия
Вид Борец Смирнова входит в род Борец (Aconitum) трибы Живокостные (Delphinieae) подсемейства Лютиковые (Ranunculoideae) семейства Лютиковые (Ranunculaceae) порядка Лютикоцветные (Ranunculales).
|  |                       |  |                                               |                                               |                                         |  | ещё четыре подсемейства (согласно Системе APG II) | ещё четыре подсемейства (согласно Системе APG II) |                                           |  |  |  | ещё 2 рода              | ещё 2 рода         |  |  |
|  |                       |  |                                               |                                               |                                         |  | ещё четыре подсемейства (согласно Системе APG II) | ещё четыре подсемейства (согласно Системе APG II) |                                           |  |  |  | ещё 2 рода              | ещё 2 рода         |  |  |
|  |                       |  |                                               | семейство Лютиковые                           |                                         |  |                                                   |                                                   | триба Живокостные                         |  |  |  |                         | вид Борец Смирнова |  |  |
|  |                       |  |                                               | семейство Лютиковые                           |                                         |  |                                                   |                                                   | триба Живокостные                         |  |  |  |                         | вид Борец Смирнова |  |  |
|  | порядок Лютикоцветные |  |                                               |                                               | подсемейство Лютиковые (Ranunculoideae) |  |                                                   |                                                   | род Борец, или Аконит                     |  |  |  |                         |                    |  |  |
|  | порядок Лютикоцветные |  |                                               |                                               |                                         |  |                                                   |                                                   |                                           |  |  |  |                         |                    |  |  |
|  |                       |  | ещё десять семейств (согласно Системе APG II) | ещё десять семейств (согласно Системе APG II) |                                         |  |                                                   | ещё восемь триб (согласно Системе APG II)         | ещё восемь триб (согласно Системе APG II) |  |  |  | ещё от 250 до 300 видов |                    |  |  |
|  |                       |  |                                               | ещё десять семейств (согласно Системе APG II) |                                         |  |                                                   |                                                   | ещё восемь триб (согласно Системе APG II) |  |  |  |                         |                    |  |  |